# Pop Song 89
Pop Song 89 è un brano musicale del gruppo statunitense dei R.E.M., pubblicato nel maggio 1989 come terzo singolo estratto dal sesto album della band Green.

## Tracce
1. Pop Song 89 – 3:03
2. Pop Song 89 (acoustic) – 2:58